# 중앙직업전문학교 (인천)
중앙직업전문학교(中央職業專門學校, Joong-Ang Career Institute) 인천광역시 남동구에 위치한 대한민국의 직업전문학교이다.

## 연혁
- 1998년 3월: 인천정보통신교육센터 설립
- 2006년: 중앙직업전문학교로 교명 변경

## 교육편제
다음은 2019년 기준 중앙직업전문학교의 교육 과정 일람이다.
- 4차산업계열
- IT콘텐츠계열
- 스마트경영계열
- 뷰티미용계열

## 같이 보기
- LOY문화예술실용전문학교
- 경문실용전문학교